# Горовий Петро Іванович
Горовий Петро Іванович (1881–03.01.1939) — український громадський та політичний діяч на Далекому Сході (див. Далекосхідні поселення українців).
Народився на х. Горових Гадяцького повіту Полтавської губернії. 1898 прибув до Маньчжурії (історична назва північно-східної частини Китаю), де працював машиністом паровоза. В лютому 1918 обраний членом Маньчжурської української окружної ради. Делегат 4-го Українського далекосхідного з'їзду від Маньчжурської окружної ради (жовтень 1918). Один з організаторів та голова центрального правління українського далекосхідного крайового кооперативу «Чумак» (1918–22). Учасник 2-ї сесії Української далекосхідної крайової ради, яка всупереч забороні колчаківської влади прийняла «Конституцію національно-культурної автономії (самоуправління) українців на Далекому Сході» (травень 1919).
В грудні 1920 — голова комісії з організації Українського далекосхідного видавничого товариства ім. Т.Шевченка. Керівник ініціативної групи зі створення на Далекому Сході українських національних комітетів. Заарештований 26 листоп. 1922.
На Читинському процесі 1924 засуджений до смертної кари, заміненої на 10 років ув'язнення за антирадянську діяльність. Головні звинувачення — співпраця з отаманом Г.Семеновим: отримання від останнього 1920 грамоти, якою проголошувалася національно-культурна автономія для українського населення Далекого Сходу, та матеріальної допомоги на підтримку діяльності українських організацій. Після звільнення з ув'язнення (1932) втік до Маньчжурії. Намагався організувати українське видавництво та театр у м. Харбін.
Помер у Харбіні, заповівши все своє майно місцевій українській національній колонії.